# Asma Byaui
Asma Byaui –en árabe, أسماء بجاوي– (nacida el 10 de marzo de 1992) es una deportista tunecina que compitió en judo. Ganó cuatro medallas en el Campeonato Africano de Judo entre los años 2009 y 2013.

## Palmarés internacional
| Campeonato Africano | Campeonato Africano     | Campeonato Africano | Campeonato Africano |
| Año                 | Lugar                   | Medalla             | Categoría           |
| ------------------- | ----------------------- | ------------------- | ------------------- |
| 2009                | Puerto Louis (Mauricio) | Medalla de bronce   | –70 kg              |
| 2010                | Yaundé ( Camerún)       | Medalla de plata    | –63 kg              |
| 2012                | Agadir (Marruecos)      | Medalla de plata    | –63 kg              |
| 2013                | Maputo (Mozambique)     | Medalla de bronce   | –63 kg              |